# Regió Policial (Mossos d'Esquadra)

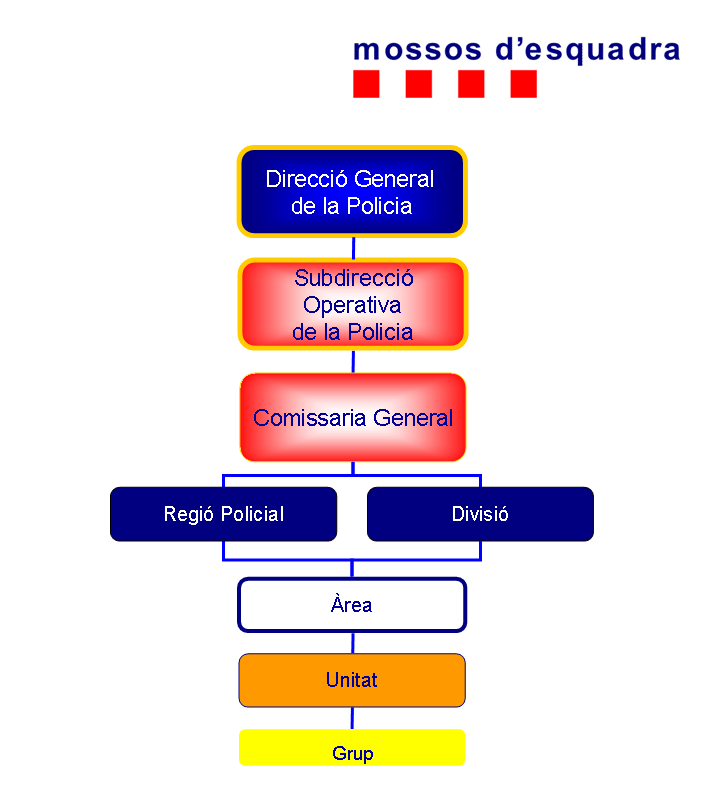
Rangs dels organismes de la policia catalana.

Regió Policial és el terme amb què es coneixen els 9 organismes policials territorials dels Mossos d'Esquadra a Catalunya. Totes elles estan adscrites a la Comissaria General Territorial. Les seves funcions consisteixen a dirigir els serveis bàsics deseguretat ciutadana, d'investigació, de policia científica i de trànsit de la policia catalana en un territori ampli determinat. Les regions policials estan al mateix rang que les divisions; són inferiors a les comissaries generals i superiors a les àrees, segons la jerarquia dels organismes policials dels Mossos d'Esquadra.
El comandament d'una regió policial està en mans de dues persones: En primer lloc la persona cap, que és sempre un comissari o un intendent de la policia catalana, i en segon lloc la persona sotscap, que normalment és d'un rang inferior. Les nou regions policials catalanes depenen orgànicament de la Comissaria General Territorial, la qual les dirigeix a través de dos coordinadors de regions policials (un per les tres metropolitanes i l'altre per la resta).

## Estructura d'una Regió Policial
Totes les regions policials dirigeixen una sèrie d'àrees i unitats: La majoria d'organismes policials que conformen una regió són les diverses Àrees Bàsiques Policials, és a dir, les comissaries principals de la regió, que engloben diversos municipis o fins i tot comarques senceres, i presten els serveis de seguretat ciutadana més bàsica i també els d'investigació més bàsica. A cada regió policial també hi ha una àrea especialitzada només en seguretat ciutadana anomenada Àrea Regional de Recursos Operatius, que proporciona efectius de manera puntual a aquella ABP que li facin falta. També tenen una Àrea Regional de Trànsit, la qual s'ocupa de la vigilància de les vies interurbanes d'aquella regió. I finalment, en un rang inferior, també formen part d'una regió policial quatre unitats: la Unitat Regional de Proximitat i d'Atenció al Ciutadà (URPAC); la Unitat Regional de Policia Administrativa (URPA); la Sala Regional de Comandament (SRC); i l'Oficina de Suport (OS).

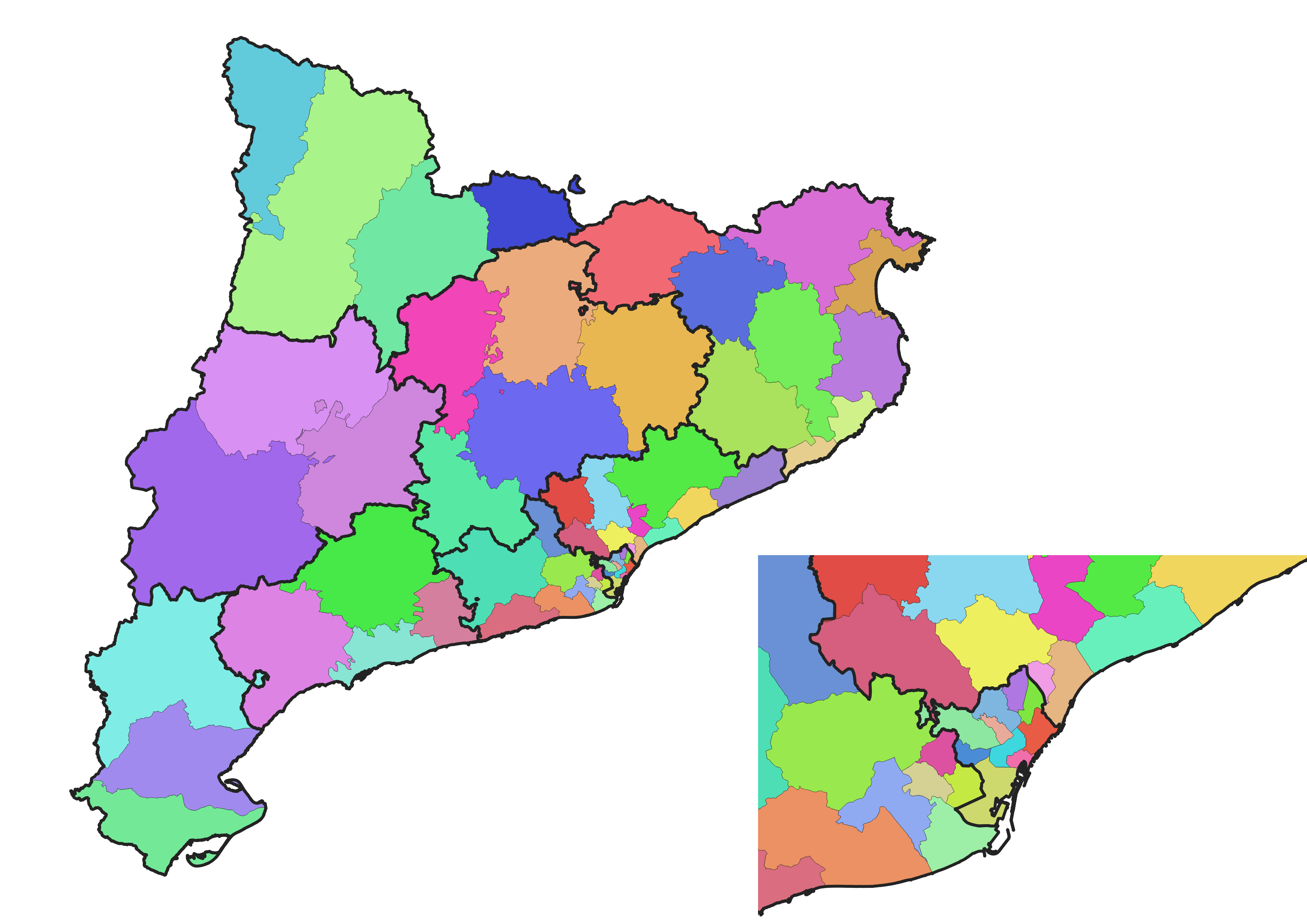
Mapa de les 9 Regions Policials i les seves respectives ABP

Cal tenir en compte el cas especial de la Regió Policial Metropolitana de Barcelona, perquè en ser l'organisme regional de la capital és una mica diferent: A més a més té una Àrea Regional de Seguretat d'Edificis i Trasllats, una Àrea Regional del Transport Urbà i una Àrea Regional d'Instrucció d'Atestats i Custòdia de Detinguts. També té, com la resta, una Àrea Regional de Recursos Operatius, però en canvi no disposa d'una Àrea Regional de Trànsit perquè és una funció cometent a la Guàrdia Urbana.

## Les nou Regions Policials
El mapa de les regions policials catalanes està integrat per 9 regions: Les tres metropolitanes (al voltant de Barcelona) sota la supervisió del Coordinador de les Regions Metropolitanes:
- La Regió Policial Metropolitana de Barcelona (RPMB)
- La Regió Policial Metropolitana Nord (RPMN). Les comarques que integren aquesta regió són: el Maresme, el Vallès Oriental, el Vallès Occidental i una part del Barcelonès (les ciutats de Badalona, Sant Adrià del Besòs i Santa Coloma de Gramenet). Està dividida en Àrea Bàsica Policial Granollers que comprèn gairebé tot el Vallès Oriental, ABP Rubí, ABP Sabadell, ABP Cerdanyola, ABP Terrassa, ABP Mollet del Vallès, ABP Badalona, ABP Santa Coloma de Gramenet, ABP Premià de Mar, ABP Mataró i ABP Arenys de Mar.
- La Regió Policial Metropolitana Sud (RPMS)

Les sis no metropolitanes sota la supervisió del Coordinador de les Regions No Metropolitanes:
- La Regió Policial del Pirineu Occidental (RPPO) Les comarques que integren aquesta regió són: la Val d'Aran, l'Alta Ribagorça, el Pallars Jussà, el Pallars Sobirà, l'Alt Urgell i la Cerdanya. Es compon de l'Àrea Bàsica Policial Alt Urgell que té a la Seu d'Urgell la seu de la RPPO, l'ABP Vall d'Aran, l'ABP Alta Ribagorça, l'ABP Pallars Jussà, l'ABP Pallars Sobirà, i l'ABP Cerdanya.
- La Regió Policial de les Terres de l'Ebre (RPTE). Les comarques que integren aquesta regió són: la Terra Alta, la Ribera d'Ebre, el Baix Ebre i el Montsià. El comandament de la RPTE està a Tortosa. Es compon de l'Àrea Bàsica Policial Ribera d'Ebre-Terra Alta i l'ABP Montsià.
- La Regió Policial del Camp de Tarragona (RPCT). Les comarques que integren aquesta regió són: el Baix Camp, l'Alt Camp, el Priorat, el Tarragonès, la Conca de Barberà i el Baix Penedès. En 2011 estava coberta per un total de 1.411 mossos i mosses.[6]
- La Regió Policial de Ponent (RPP). Les comarques que integren aquesta regió són: la Noguera, la Segarra, l'Urgell, el Segrià, les Garrigues i el Pla d'Urgell. Es compon de l'Àrea Bàsica Policial Segrià-Garrigues-Pla d'Urgell, amb la seu de la RPP a Lleida, l'ABP Segarra-Urgell, i l'ABP Noguera.
- La Regió Policial Central (RPC). Les comarques que integren aquesta regió són: el Berguedà, el Solsonès, Osona, el Bages i l'Anoia.
- La Regió Policial de Girona (RPG). Les comarques que integren aquesta regió són: el Ripollès, la Garrotxa, l'Alt Empordà, el Baix Empordà, el Gironès, el Pla de l'Estany i la Selva.

## Àrees específiques de la Regió Policial Metropolitana de Barcelona

### Àrea Regional d'Instrucció d'Atestats i Custòdia de Detinguts
Gestiona els detinguts a tota la ciutat, els trasllats a les dependències judicials i la supervisió tècnica de tots els atestats de Barcelona. Aquesta àrea és exclusiva de la RPMB.

### Àrea Regional de Seguretat d'Edificis i Trasllats (ARSET)

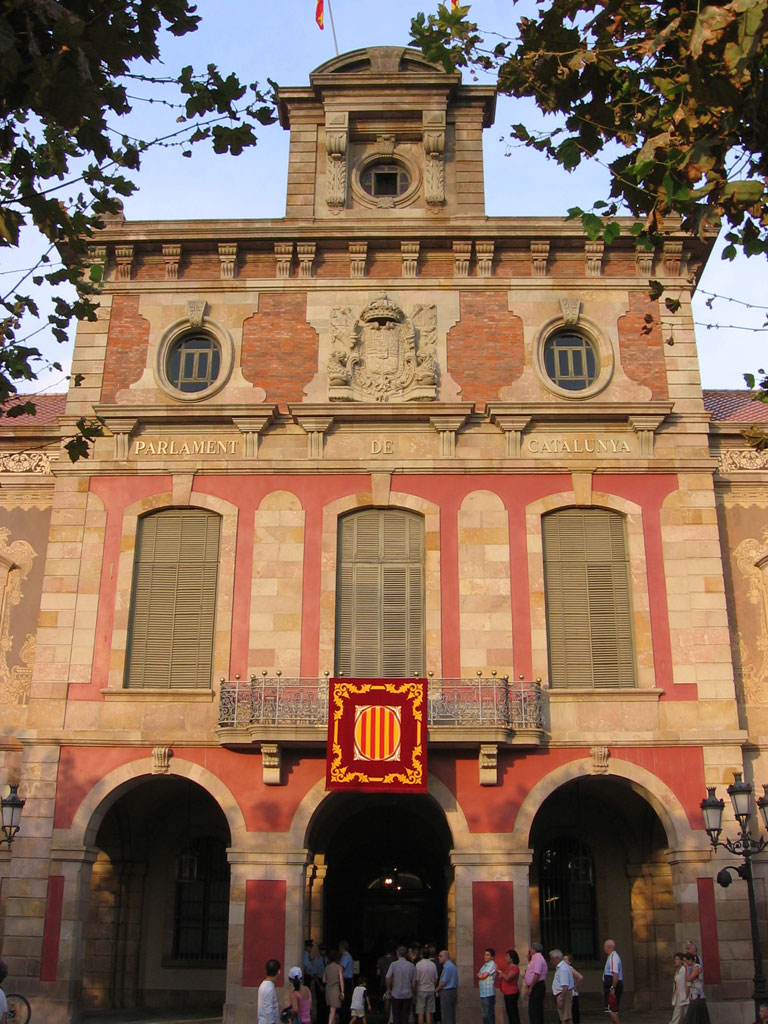
Palau del Parlament de Catalunya, un dels edificis vigilats per l'ARSET.

És un organisme específic de la RPMB dels Mossos d'Esquadra que s'encarrega de la vigilància dels edificis de la Generalitat de Catalunya a la capital catalana. Per una altra banda també s'encarrega de la vigilància de les presons d'aquesta ciutat i del trasllat dels seus presos.
Les tasques que desenvolupa l'ARSET són: La vigilància dels edificis institucionals, dels centres penitenciaris ubicats a la ciutat de Barcelona i el trasllat dels interns dels centres penitenciaris de la ciutat. Aquesta àrea regional específica només la té la ciutat de Barcelona, ja que és la que conté totes les seus de la sobirania catalana com ara el Parlament, el Palau de la Generalitat, les conselleries del Govern, etc. Pel que fa als centres penitenciaris de la resta del país allí hi actua l'Àrea Penitenciària.
L'Àrea Regional de Seguretat d'Edificis i Trasllats depèn orgànicament de la Regió Policial Metropolitana de Barcelona dels Mossos. El comandament directe de l'àrea està en mans d'un cap i d'un sotscap (subordinat a les ordres del primer), els quals acostumen a ser un inspector i un sotsinspector respectivament.

### Àrea Regional de Transport Urbà
ARTU, en l'àmbit de la xarxa de transports públics de la ciutat de Barcelona persegueix les activitats antisocials, vetlla per la seguretat de les persones i investiga i neutralitza els robatoris típics de l'entorn. Aquesta àrea és exclusiva de la RPMB.
L'Àrea de Seguretat del Transport Metropolità, és un organisme específic de la RPMB dels Mossos d'Esquadra que, en l'àmbit de la xarxa de transports públics de la ciutat de Barcelona, vetlla per la seguretat de les persones i investiga els robatoris típics d'aquest entorn. Aquesta àrea és exclusiva de la RPMB. Segons l'article 150 del Decret 243/2007 les tasques que desenvolupa l'ARTU són: Evitar i perseguir les activitats antisocials, molestes i incíviques, tant les que puguin donar com a resultat una acció penal com administrativa, La seguretat de les persones o dels béns, Evitar les situacions de risc per a les persones o els béns, neutralitzar-les i, si s'escau, determinar si la conducta és susceptible de responsabilitat penal o administrativa i La investigació d'il·lícits en l'àmbit de la delinqüència ordinària i de caràcter local que s'estableixin.
Aquesta àrea regional específica només la té la ciutat de Barcelona, ja que hi circulen el major nombre de viatgers del país a través de la seva xarxa de transports públics metropolitans i, per tant, s'hi produeixen un nombre de furts i males conductes que cal evitar. El 90% de la seva tasca és perseguir els furtadors, sobretot al metro que és on actuen més: els punts més calents són les estacions de Sants, Passeig de Gràcia, Plaça Catalunya, Urquinaona, Sagrada Família, Plaça Espanya i Diagonal (tot i que a l'estiu també destaquen les de Ciutadella, Barceloneta i Bogatell). Les víctimes preferides d'aquests furtadors són sobretot els turistes que visiten la ciutat per tres raons: porten bastants diners a sobre, rarament denuncien els fets, i gairebé mai són presents al judici en cas que el lladre fos detingut a causa de la seva curta estada al país; no obstant això qualsevol viatger pot ser víctima d'un furt. L'ARTU calcula que hi ha uns 150 lladres diaris al metro, tot i que aquesta xifra és aproximativa i molt fluctuant. En menor mesura, també s'ocupen de perseguir i denunciar els infractors que no validen el tiquet de transport. En canvi els robatoris violents no arriben a l'1,5% dels delictes que es produeixen. A tota la xarxa de transports metropolitans es denuncien gairebé noranta fets delictius cada dia de l'any (seixanta dels quals només en l'àmbit del metro). El 2010 l'ARTU va fer 1.867 denúncies, 687 detencions i 28.467 identificacions.
L'Àrea Regional del Transport Urbà depèn orgànicament de la Regió Policial Metropolitana de Barcelona dels Mossos. El comandament directe de l'àrea està en mans d'un cap, que acostuma a tenir el grau d'intendent o inspector, i d'un sotscap d'un grau inferior (subordinat a les ordres del primer). La majoria dels 80 policies (2011) d'aquesta àrea treballen a les andanes i els vagons, tant de paisà com uniformats, per tal de prevenir i perseguir els furts. Però l'ARTU disposa també d'una unitat d'investigació que a través de les càmeres de videovigilància identifica els lladres i analitza els seus modus operandi.

### Àrea Regional de Recursos Operatius
L'ARRO dona un suport extra a les Àrees bàsiques policials (ABP) de la regió: Eixample, Ciutat Vella, Sarrià - Sant Gervasi, Sants-Montjuïc, Horta-Guinardó, Gràcia, Les Corts, Sant Martí, Nou Barris, Sant Andreu.Altres unitats especialitzades són: la Sala Regional de Comandament, la Unitat Regional de Proximitat i Atenció Ciutadana (URPAC), la Unitat Regional de Policia Administrativa (URPA) i l'Oficina de Suport.